# Генуезьке герцогство
Генуезьке герцогство (італ. Ducato di Genova) — назва, яку отримали території стародавньої Генуезької республіки, коли вони були передані Сардинському королівству у 1815 році за рішенням Віденського конгреса. Жителі Лігурії повстали і гпісля революції 1848 року герцогство було розпущене і розділене між провінціями Генуя і Ніцца.

## Історія
Після падіння Наполеона в 1814 році Генуезька республіка була ненадовго відновлена між 28 квітня і 28 липня. На Віденському конгресі вона була передана Сардинському королівству, яке анексувало її 3 січня 1815 року і перетворило на Генуезьке герцогство. Тоді воно формально входило до складу так званої Сардинської корони, не маючи жодної автономії. Це, звичайно, викликало невдоволення місцевого лігурійського населення, яке також було налаштоване республіканськи, і тому в Генуї час від часу спалахували повстання проти Турина.
Після революції 1848 року, яка не оминула територію Сардинського королівства, герцогство було формально скасовано і поділено між новими департаментами (пізніше провінціями) Генуя і Ніцца.